# 日本エアウェイ開発
日本エアウェイ開発株式会社（にほんエアウェイかいはつ）は、1961年に設立されたモノレール会社。1972年に日本モノレール開発株式会社に改称。1983年に解散。名古屋市交通局協力会東山公園モノレール、湘南モノレール、千葉都市モノレールの建設に関わった。

## 概要
設立
1961年4月、フランスのサフェージュが開発した懸垂式モノレールの技術（サフェージュ式モノレール）を導入し、国内で実用化することを目的として設立された。設立時の出資会社は富士製鐵、八幡製鐵（以上２社は1970年に合併して新日本製鐵）、汽車製造、新三菱重工業（1964年に三菱重工業となる）、三菱電機、三菱商事、日本鋼管、東京芝浦電気（東芝）、東急車輛製造、東洋電機製造の10社。所在地は東京都港区芝浜松町2丁目7番地（1972年に住居表示実施により港区浜松町1丁目25番地7号となる）。東芝は、すでに独自の跨座式モノレール（東芝式モノレール）を開発していたが、懸垂式モノレールにも出資していた。
試験線の建設
当初は自社路線の建設を目指した。
技術陣をサフェージュに派遣して技術情報を入手し、試作車体を広島県の三菱重工三原製作所で製作した。
試験線は神奈川県の江の島 - マリンランドに建設することを計画。
この路線は観光用を兼ねており、日本エアウェイ開発専務の村岡智勝と、日活社長でマリンランドの経営者だった堀久作が発起人となって「湘南モノレール」を発足して運営することになっていた。しかし運輸省の免許を得られなかった。
次に三菱重工名古屋製作所内に試験線を設置する計画を立てたが、それを知った名古屋市が、用地を提供する代わりに東山公園に試験線を設置することを提案。
これが実現し、1963年 - 1964年に東山公園モノレールが建設された。
日本モノレール協会への参画とモデル路線の建設
1964年に日本モノレール協会の発足に参画。
1965年に湘南モノレール江の島線の免許を取得。翌1966年に湘南モノレール株式会社が正式に発足した。
1967年に運輸省が日本モノレール協会に「都市交通に適したモノレールの開発研究」を委託。
翌1968年に日本モノレール協会は研究結果として、「日本跨座式」を跨座式モノレールの標準形式に、サフェージュ式を懸垂式モノレールの標準形式に、それぞれ採用すると発表した。
さらに日本モノレール協会は、跨座式のモデル路線として大阪万博モノレールを、懸垂式のモデル路線として湘南モノレール江の島線を指定し、両線の建設を推進することになった。
1970年3月、湘南モノレール江の島線は大阪万博モノレールより7日早く開業した。
都市モノレールの提案
サフェージュ式の技術を国内で持つのは日本エアウェイ開発のみであったため、実質的に日本エアウェイ開発が日本モノレール協会を通して懸垂式＝サフェージュ式のモノレール路線を提案していくことになった。
提案先は主に、都市モノレールや新交通システムの導入を検討している自治体であった。
1972年に「日本モノレール開発株式会社」へと改称（改称の理由は、航空会社と間違われやすかったためだという）。
1977年には千葉都市モノレールへのサフェージュ式モノレール採用が決定。
1983年、三菱グループのモノレール事業再編に伴い解散。サフェージュ式モノレールの技術は、主に三菱重工業に引き継がれた。

## 構想路線

### 自社構想路線
- 大手町 - 新宿駅 - 三鷹。22.1km[1]、複線、建設予定費167億円（1961年当時）[4]。「日本モノレール電鉄」という会社が申請していた、大手町 - 三鷹間の跨座式モノレール[5]に対抗したもの。日本モノレール電鉄は1961年に申請を取り下げている[6]。日本エアウェイ開発も1967年に申請取り下げ[7]。
- 大手町 - 西船橋駅 - 五井[1]。49.6km、建設予定費250億円（1962年当時）[8]。日本高架電鉄が計画していた千葉線（新橋駅 - 千葉駅 - 五井工業都市）[9]に対抗したもの。1964年11月に船橋 - 千葉間を5ヵ年計画で整備すると報道された[10]が、実現しなかった。1967年に申請取り下げ[11]。
- 蒲田 - 羽田空港駅 - 横浜駅 - 山下公園[1]。23.4km、建設予定費178億円（1962年当時）[8]。日本高架電鉄が申請していた横浜線（羽田空港 - 横浜港）[9][8]、蒲田線（羽田空港 - 蒲田）[8]に対抗したもの。日本高架電鉄は日立運輸東京モノレールに改称後の1968年に申請を取り下げている[12]。日本エアウェイ開発も1967年に申請取り下げ[13]。
- 大森 - 長島町（環状七号線の長島町交差点付近）。51.4km、建設予定費418億円（1962年当時）[8]。東京都道318号環状七号線沿いを一周する計画。1967年に申請取り下げ[14]。
- 江の島 - マリンランド。0.8km[15]、建設予定費30億円（1962年当時）[8]。「湘南モノレール」名義で申請。日本高架電鉄が計画していた箱根線（横浜港 - 横須賀 - 茅ヶ崎 - 小田原 - 元箱根）[9]に対抗するため、マリンランドから大磯方面に延伸する構想も持っていた[2]。1962年に申請取り下げ[16]。

### 日本モノレール協会提案路線
- 東京環状モノレール：環状5号線上。35.0km[17]。跨座式と懸垂式、両方での提案。明治通りの上を走る跨座式と懸垂式モノレールのモンタージュ写真も作られた[18]。
- 仙台モノレール青葉山線：モノレール仙台 - 動物園。5.16km。跨座式と懸垂式、両方での提案[19]。
- 岐阜市モノレール芥見線：岐阜 - 上芥見。10.95km。跨座式と懸垂式、両方での提案[20]。
- 静清モノレール三保線：清水 - 真崎。10.6km。跨座式と懸垂式、両方での提案[21]。
- 藤沢モノレール西部開発線：辻堂 - 湘南ライフタウン。5.0km[22]。

## 関連人物
- 長崎惣之助：設立時の社長[3]。
- 藤井松太郎：設立時の相談役[3]。
- 福田赳夫：設立時の相談役[3]。
- 佐藤栄作：設立時の顧問[3]。
- 三木忠直：技師長を務めた[3]。
- 伊能繁次郎：取締役[1]。
- 堀久作：監査役[1]。
- 平井喜久松：監査役[1]。